# David Åhman
David Åhman (n. 20 decembrie 2001, Umeå, Comitatul Västerbotten, Suedia) este un jucător de volei de plajă ce a reprezentat Suedia, medaliat olimpic. A participat la o ediție a Jocurilor Olimpice (2024) în care a câștigat o medalie de aur.